# Sonny Rollins and the Contemporary Leaders
Sonny Rollins and the Contemporary Leaders ist ein Jazz-Album von Sonny Rollins, das zwischen dem 20. und 22. Oktober 1958 in Los Angeles aufgenommen wurde und 1958 bei Contemporary Records erschien. Es war die letzte Schallplatte, die Rollins veröffentlichte, bevor er sich mehrere Jahre bis zu seinem Comeback mit The Bridge (1962) zurückzog.

## Hintergrund
Im Herbst 1958 hielt sich Sonny Rollins an der Westküste der USA auf; u. a. gastierte er auf dem ersten Monterey Jazz Festival und spielte in Clubs in Los Angeles und San Francisco. Dort traf er den Bassisten Leroy Vinnegar, der zu dieser Zeit eine eigene Formation leitete. Die beiden Musiker vereinbarten, gemeinsam aufzunehmen und Sonny Rollins nahm Kontakt zu Lester Koenig von Contemporary Records auf. Koenig war einverstanden und stellte mit dem Saxophonisten den Rest der Rhythmusgruppe zusammen. Dies waren dann der Pianist Hampton Hawes und der Schlagzeuger Shelly Manne. Schließlich konnte ihn Koenig davon überzeugen, mit Barney Kessel erstmals einen Gitarristen hinzuzuziehen. Rollins hatte zwar kurz zuvor René Thomas bei seinem Album Sonny Rollins and the Big Brass (1958) mitwirken lassen, Erfahrungen mit Gitarristen in kleineren Ensembles hatte er aber bislang nicht gemacht. In dem Titel You kam noch Victor Feldman am Vibraphon hinzu. Für das Album wählte Rollins ausschließlich Standards der Tin Pan Alley und Broadway-Ära der Vorkriegszeit; dies waren I’ve Told Ev’ry Little Star (1932), Rock-a-Bye Your Baby with a Dixie Melody (1918), How High the Moon (1940), You (1936), I’ve Found a New Baby (1926), Alone Together (1932), In the Chapel in the Moonlight (1936) und The Song Is You (1932).

## Titelliste
- Sonny Rollins and the Contemporary Leaders (Contemporary Records – M3564 (Mono), S 7564 (Stereo)[2])
  1. I’ve Told Every Little Star (Jerome Kern, Oscar Hammerstein II) – 5:24
  2. Rock-a-Bye Your Baby with a Dixie Melody (Jean Schwartz, Joseph Young, Sam M. Lewis) – 4:50
  3. How High the Moon (Nancy Hamilton, William M. Lewis) – 7:45
  4. You (Harold Adamson, Walter Donaldson) – 4:14
  5. I’ve Found a New Baby (Jack Palmer, Spencer Williams) – 3:35
  6. Alone Together (Arthur Schwartz, Howard Dietz) – 5:50
  7. In the Chapel in the Moonlight (Billy Hill) – 6:40
  8. The Song Is You (Jerome Kern, Oscar Hammerstein II) – 6:10
- Spätere CD-Ausgaben enthielten alternate takes der Titel I’ve Found a New Baby (4:25) und The Song Is You (6:11).

## Rezeption
Marc Myers ging in seiner Besprechung (2018) auf dem Umstand ein, dass Rollins’ Album irrtümlich als West Coast Jazz etikettiert wurde bzw. als Aufnahme, die nicht auf dem Niveau seiner Sessions von der Ostküste zu dieser Zeit gewesen sei. Hingegen sei es ein „maßgeblicher Meilenstein in Sonnys Karriere und Spiel;“ Contemporary Leaders „gibt uns einen Einblick, wohin sich Sonny in seiner kreativen Entwicklung bewegte.“
Scott Yanow vergab in AllMusic an das Album lediglich drei (von fünf) Sterne und merkte zu den Aufnahmen an, sie seien eine zwar ungewöhnliche, aber dennoch inspirierte Liste von Standards. Sonny Rollins schaffe dabei erforschende und oft originelle Improvisationen.
Auch Richard Cook und Brian Morton zählen das Album zu Rollins’ zu den wenigen bedeutenden Veröffentlichungen seiner klassischen Phase und vergaben im The Penguin Guide to Jazz drei (von vier) Sternen; trotz einer Bündelung von Stars bei der Leaders-Session, gehe Rollins auch durch dieses recht „bizarre“ Programm seinen vorbestimmten Pfad.

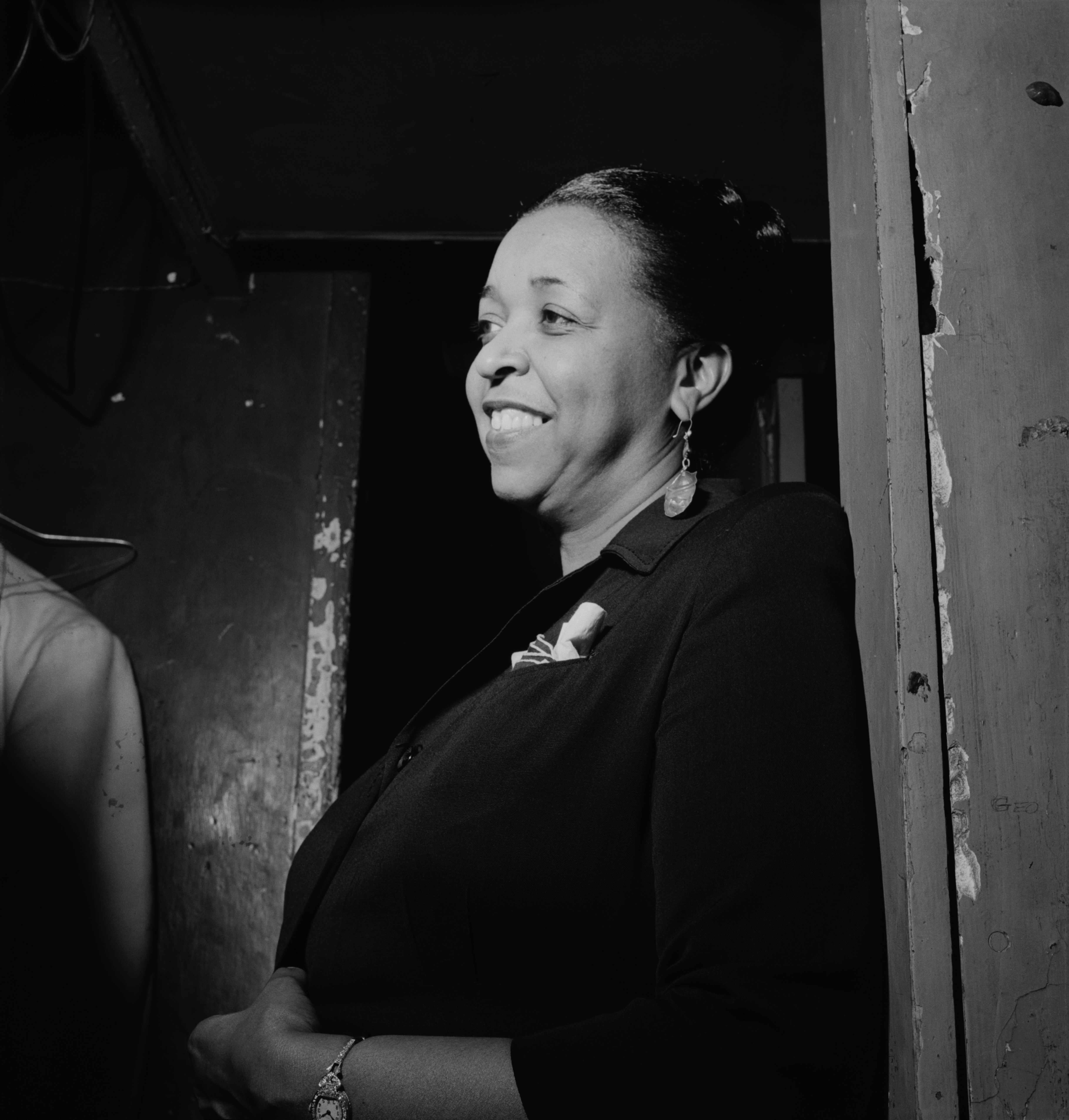
Ethel Waters gehörte zu den Musikern, die I’ve Found a New Baby ab 1926 populär machten. Fotografie von William P. Gottlieb

Für Stuart Nicholson (The Essential Jazz Records: Modernism to Postmodernism, 2000) lassen die Aufnahmen dieser Zeit (neben den Contemporary Leaders die einen Monat zuvor entstandenen Live-Mitschnitte, die auf Sonny Rollins in Denmark, Vol. 1 & 2 erschienen) keine „kreative Bestimmtheit“ vermissen. Für Eric Nisenson hatte Sonny Rollins and the Contemporary Leaders zwar nicht das hohe Niveau von Way Out West (1957), dennoch gäbe es einige bemerkenswerte Dinge über diese Session sagen. Sein Ton sei einfach großartig. Obwohl es ein ausreichend unterhaltsames Album schien, war das Resultat für einen Perfektionisten wie Rollins offenbar Grund genug, sich eine Weile zurückzuziehen.
Für den Autor gehörten zu den Höhepunkten des Albums die beiden Fassungen von I’ve Found a New Baby, eigentlich einem beliebten Titel bei Dixieland-Musikern. „Sonny verändert es in ein vollkommen tragfähiges Vehikel für Modern Jazz“; es sei wunderbares Beispiel für Sonnys Freude am musikalischen Spiel und seinen Sinn für Humor. Der Alternate Take des Songs sei komplett verschieden und offenbare, welch ein Improvisator Sonny Rollins ist.

## Trivia
Auf dem Plattencover von Donald Fagens Soloalbum The Nightfly (1982),  das seine musikalische Sozialisation in den späten 1950er und frühen 1960er Jahren aufarbeitet, ist die LP-Ausgabe Sonny Rollins and the Contemporary Leaders abgebildet.